# Битмейкер
Битмейкер (англ. beatmaker от beat — ритм и maker — изготовитель; то есть создающий ритм) — человек, занимающийся написанием музыки, включающей в себя как танцевальную, так и хип-хоп составляющую, барабанных партий, аранжировки.
Битмейкер — это и композитор, и аранжировщик, и диджей, и продюсер звукозаписи. Бит — основная часть музыки (трека), на которую артисты исполняют свои треки. Битмейкер выполняет функции композитора и аранжировщика. В то же время, профессия битмейкера отличается от музыкального продюсера тем, что битмейкер занимается только битом (музыкальной составляющей конкретного проекта), а продюсер — песней или проектом целиком, отвечая в том числе за правильность исполнения, внося предложения и корректировки в текст песни.
Битмейкеры наиболее востребованы в хип-хоп-музыке. Они создают готовые аранжировки, поверх которых может быть наложена вокальная дорожка исполнителя. Основными источниками дохода битмейкеров является продажа или аренда битов, написание музыки под заказ, а также получение роялти за авторские права на музыкальные фрагменты. Для продажи битов, битмейкеры используют социальные сети (VK, Facebook, Instagram) или специализированные площадки. Битмейкеры, как правило, также занимаются смежными профессиями, давая мастер-классы, выступая в роли диджеев и так далее. 
В отличие от хип-хоп-исполнителей, чьи имена у всех на слуху, битмейкеры, как правило, не так известны. Среди известных битмейкеров русского хип-хопа White Punk (работал с Kizaru и Pharaoh), Empaldo Beats («Розовое вино»), Mnogoznaal, Scady (Billy Milligan, Oxxxymiron, Энди Картрайт, Johnyboy), Palagin (Black Star), Big Baby Tape, 4EU3 (Мезза, Рем Дигга, Yanix), Capella, Скриптонит, Slava Marlow, Aarne и другие.